# Vila Madalena (métro de São Paulo)
Vila Madalena (en portugais : Estação Vila Madalena) est une station terminus de la ligne 2 (Verte) du métro de São Paulo. Elle est accessible au 30 de la Praça Américo Jacomino, en limite des quartiers Pinheiros et d'Alto de Pinheiros à São Paulo au Brésil.

## Situation sur le réseau

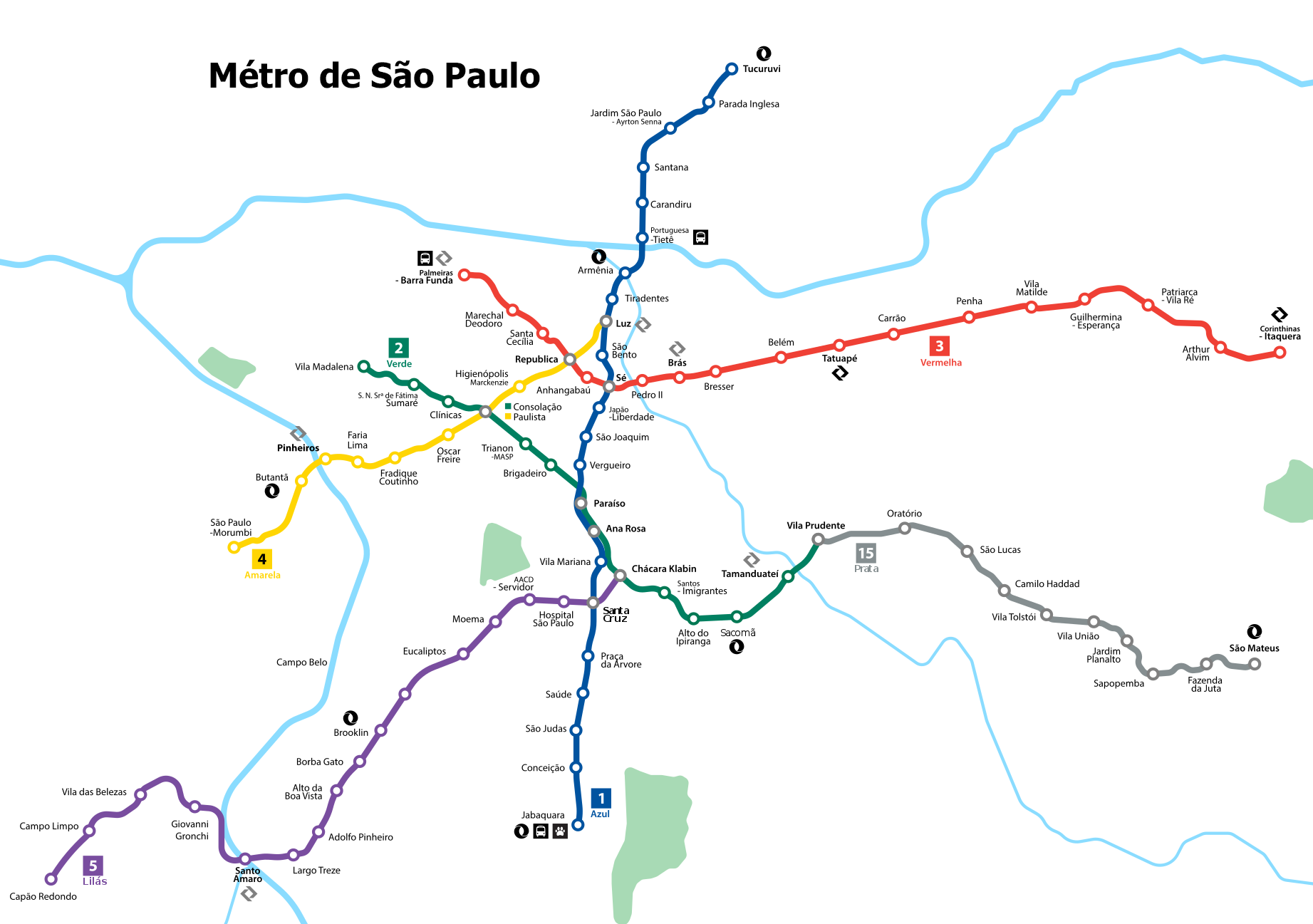
Plan du Métro de São Paulo 2020.

Établie en souterrain, la station terminus Vila Madalena est située sur la ligne 2 du métro de São Paulo (Verte), avant la station Santuário Nossa Senhora de Fátima-Sumaré, en direction du terminus JVila Prudente.

## Histoire
Les travaux d'excavation de la station Vila Madalena ont été commencés en 1989 par l'entreprise de construction Constran SA, bien que leur contrat n'ait été signé qu'en 1994. La prévision d'achèvement des travaux était de trente à quarante mois. Les travaux de la station ont subi des arrêts successifs, étant abandonnés en 1992. La même année, les architectes João Toscano, Massayoshi Kamimura et Odiléa Toscano livrent le projet de la station à la Companhia do Metropolitano Repris en 1995, les travaux ont été achevés en octobre 1998. 
Des élections repoussent encore l'ouverture et la station Vila Madalena est mise en service le 21 novembre 1998. C'est une station enterrée composée d'une mezzanine de distribution et de quais latéraux. Elle dispose d'un accès pour les personnes handicapées. Elle est prévue pour un transit maximum de vingt mille voyageurs par jour, en jour de pointe, et elle dispose d'une superficie construite de 9 600 m2.
Entre le 28 août 2000 et le 9 septembre 2011, la station est intégrée à la gare de Cidade Universitária de la ligne 9 - Émeraude de la CPTM, via la navette Ponte Orca. 
En 2018, des travaux d'installation de portes palière sont contractés, dans le cadre du contrat de fourniture de signalisation CBTC pour les lignes 1, 2 et 3 du métro. En raison de retards, la construction commence à la mi-2018 et se termine en août 2019,.

## Services aux voyageurs

### Accès et accueil
Son accès principal est situé au 30 de la Praça Américo Jacomino.  Elle est accessible aux personnes à la mobilité réduite.

### Desserte
| Ligne                         | Terminus                      | Longueur (km) | Stations | Durée du voyage (min) | Opération (*)                                                       |
| ----------------------------- | ----------------------------- | ------------- | -------- | --------------------- | ------------------------------------------------------------------- |
| Ligne 2 du métro de São Paulo | Vila Madalena ↔ Vila Prudente | 14,7          | 14       | 28                    | Tous les jours, de 4h40 à 12h32; Les samedis jusqu'à 1h le dimanche |

Installation et desserte
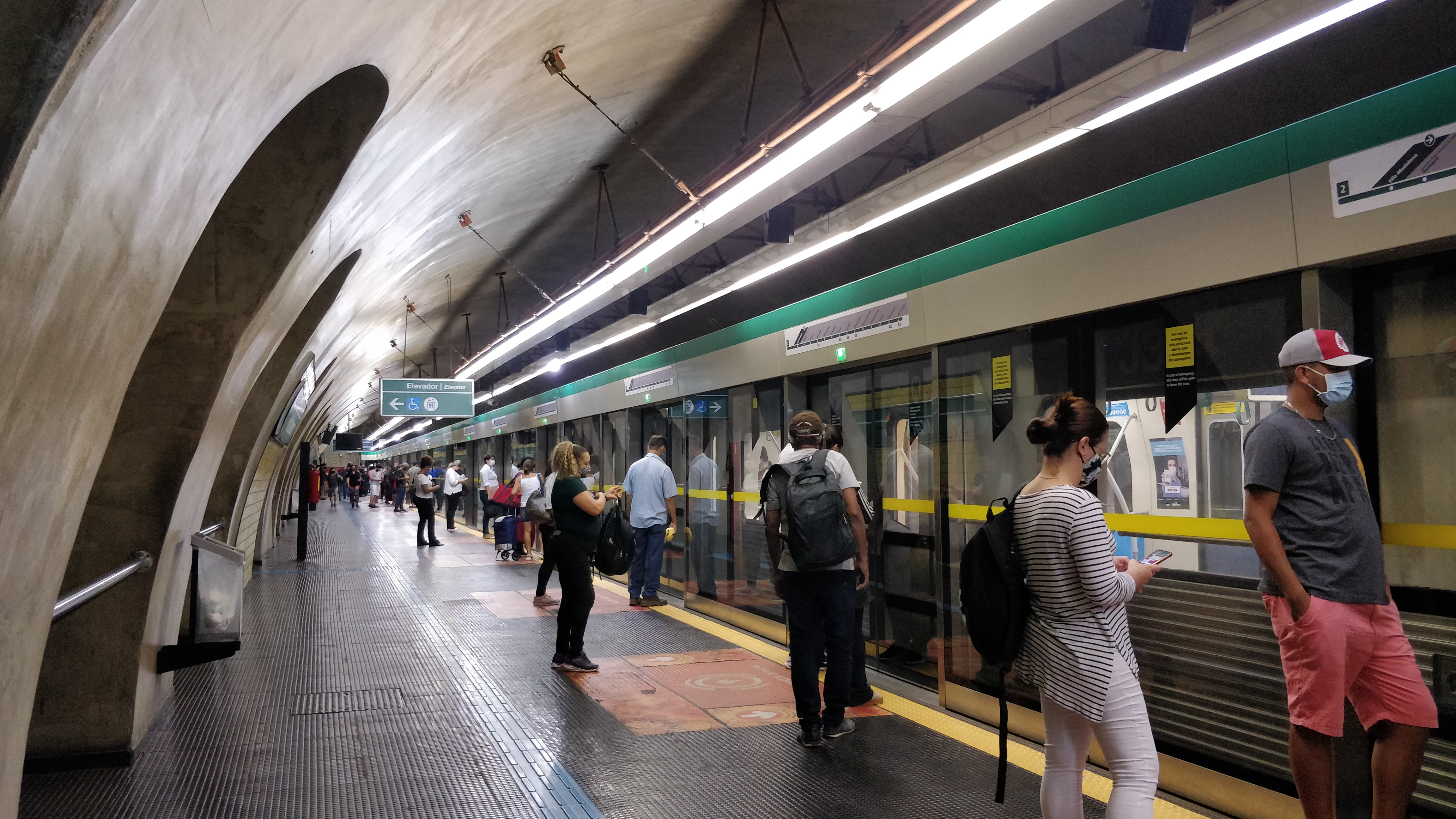
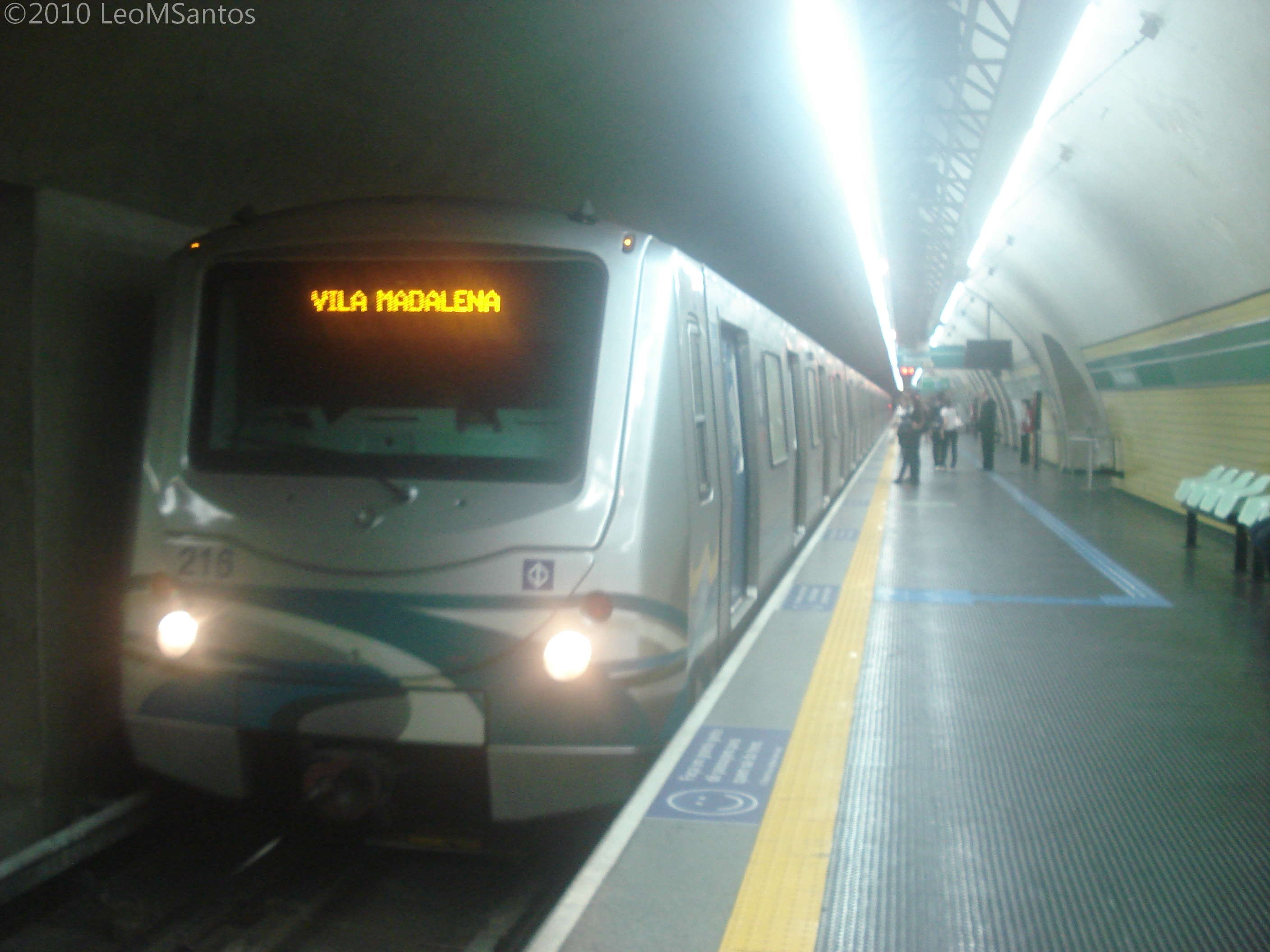
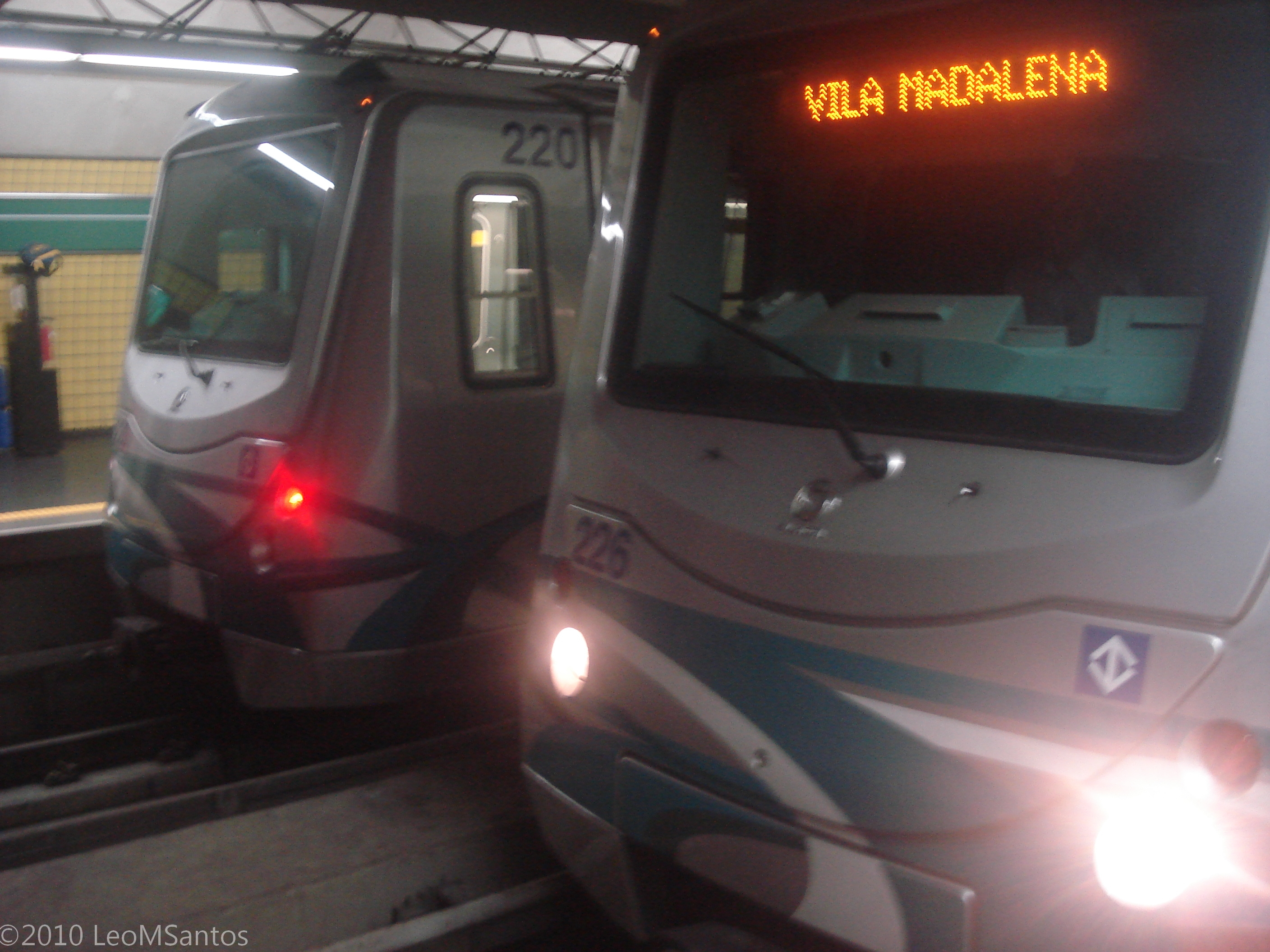

### Intermodalité
Elle est en correspondance avec un terminus d'autobus.

## Art dans le Métro
- Sculpture installée à la praça Américo Jacomino :
- Hommage à Galileo Galilei II, Cleber Machado, sculpture (2007), structure en acier corten, résine époxy et grenaille d'acier (hauteur de deux mètres)[11].

## À proximité
- Vila Madalena